# Mladinsko društvo Dobrepolje
Mladinsko društvo Dobrepolje (MDD) je društvo, ki povezuje mladino na območju občine Dobrepolje in okolice.